# Galina Alexandrowna Alexejewa
Galina Alexandrowna Alexejewa (russisch Галина Александровна Алексеева; * 27. Oktober 1947 in Moskau, Russische SFSR; † 4. Februar 2024) war eine sowjetische Wasserspringerin.

## Erfolge
Galina Alexejewa, die für Dynamo Moskau startete, gab 1964 in Tokio ihr Olympiadebüt im 10-Meter-Turmspringen. Sie wurde mit 53,02 Punkten im ersten Durchgang Zweite und erzielte im Finale mit 44,58 Punkten das viertbeste Resultat. Insgesamt kam sie damit auf 97,60 Punkte und schloss den Wettkampf hinter der US-Amerikanerin Lesley Bush, die mit 99,80 Punkten Olympiasiegerin wurde, und der mit 98,45 Punkten zweitplatzierten Deutschen Ingrid Engel-Krämer auf dem dritten Platz ab, womit sie die Bronzemedaille gewann. Bei den Olympischen Spielen 1968 in Mexiko-Stadt schied Alexejewa dagegen mit 47,31 Punkten als 14. der Vorrunde vorzeitig aus.
Von 1964 bis 1966 wurde sie dreimal in Folge sowjetische Meisterin.